# Marcelle Rodrigues
Marcelle Mendes Rodrigues de Moraes (* 17. Oktober 1976 in Lavras, Brasilien) ist eine ehemalige brasilianische Volleyballspielerin.

## Karriere

### Verein
Die ersten Jahre von Rodrigues im Seniorenbereich waren von vielen Vereinswechseln geprägt. Von 1996 bis 1998 war sie bei drei verschiedenen Clubs aktiv. Erst danach blieb sie für mehrere Jahre bei Osasco Voleibol Clube. Ihre größten Erfolge auf Vereinsebene feierte Rodrigues jedoch 1997 bei Leites Nestlé, denn mit diesem Team wurde sie brasilianischer Meister und Club-Südamerikameister. Weitere größere Erfolge sollten sich erst zum Ende ihrer Zeit bei Osasco mit der brasilianischen Vizemeisterschaft sowie dem Gewinn des Salonpas Cups 2002 einstellen.
Bis 2006 folgten weitere Stationen innerhalb Brasiliens, bis Rodrigues zum Ende ihrer Karriere hin doch noch ins Ausland wechselte. Mit RC Cannes holte sie 2007 das französische Double aus Meisterschaft und Pokalsieg. Nach einer Saison in Italien bei Monte Schiavo Jesi wechselte sie nach Russland, wurde 2009 russischer Vizemeister mit Zarechie Odintsovo und beendete anschließend ihre aktive Karriere.

### Nationalmannschaft
Obwohl Rodrigues mit der U20 Brasiliens 1995 Vizeweltmeister geworden war, wurde sie zunächst nicht für die A-Nationalmannschaft berücksichtigt. Erst 2001 gab sie ihr Debüt bei der Nationalmannschaft, nahm dafür aber gleich an der Volleyball-Weltmeisterschaft 2002 teil und belegte mit ihrem Team den 7. Rang.
Mit Brasilien nahm Rodrigues zudem 2002 und 2003 am World Grand Prix teil und erreichte dort den 4. bzw. 8. Platz.
2005 war ihr mit Abstand erfolgreichstes Jahr mit der Nationalmannschaft. Gemeinsam mit ihrem Team gewann sie in diesem Jahr die Südamerikameisterschaft, den World Grand Prix, das Montreux Volley Masters sowie den Grand Champions Cup. Ein Jahr später gewann Rodrigues zudem noch den Panamerika-Cup mit Brasilien.

### Auszeichnungen
- World Grand Prix 2002: Beste Zuspielerin
- WM 2002: Beste Zuspielerin